# Puchar Australii i Oceanii w narciarstwie dowolnym 2018
Puchar Australii i Oceanii w narciarstwie dowolnym 2018 rozpoczął się 15 sierpnia 2018 r. w nowozelandzkiej Cardronie zawodami slopestyle'u. Zmagania zakończyły się 5 września tego samego roku, w australijskim Mount Hotham w zawodach skicross'u.
Puchar Australii i Oceanii został rozegrany w 2 krajach i 5 miastach.
Zawody z jazdy po muldach podwójnych zostały wliczone do klasyfikacji ogólnej jazdy po muldach.

## Konkurencje
- MO = jazda po muldach
- DM = jazda po muldach podwójnych
- SX = skicross
- HP = halfpipe
- SS = slopestyle

## Kalendarz i wyniki ANC

### Mężczyźni
| Lp | Data             | Miejscowość  | Konkurencja | 1. miejsce       | 2. miejsce          | 3. miejsce       |
| -- | ---------------- | ------------ | ----------- | ---------------- | ------------------- | ---------------- |
| 1. | 15 sierpnia 2018 | Cardrona     | SS          | Taisei Yamamoto  | Torin Yater-Wallace | Ryan Stevenson   |
| 2. | 16 sierpnia 2018 | Cardrona     | HP          | Sam Ward         | Lee Kang-bok        | Samuel Gaskin    |
| 3. | 16 sierpnia 2018 | Falls Creek  | SX          | Oliver Davies    | Douglas Crawford    | Ippei Yoshigoe   |
| 4. | 17 sierpnia 2018 | Falls Creek  | SX          | Oliver Davies    | Ryuto Kobayashi     | Douglas Crawford |
| 5. | 28 sierpnia 2018 | Perisher     | MO          | Mikaël Kingsbury | Ikuma Horishima     | Matt Graham      |
| 6. | 29 sierpnia 2018 | Perisher     | MO          | Ikuma Horishima  | Matt Graham         | James Matheson   |
| 7. | 1 września 2018  | Mount Buller | DM          | James Matheson   | Matt Graham         | Motoki Shikata   |
| 8. | 4 września 2018  | Mount Hotham | SX          | Douglas Crawford | Lee Rolls           | Ryo Sugai        |
| 9. | 5 września 2018  | Mount Hotham | SX          | Robbie Morrison  | Tetsuya Furuno      | Lee Rolls        |

### Kobiety
| Lp | Data             | Miejscowość  | Konkurencja | 1. miejsce       | 2. miejsce      | 3. miejsce     |
| -- | ---------------- | ------------ | ----------- | ---------------- | --------------- | -------------- |
| 1. | 15 sierpnia 2018 | Cardrona     | SS          | Eileen Gu        | Kokone Kondo    | Kirsty Muir    |
| 2. | 16 sierpnia 2018 | Cardrona     | HP          | Zoe Atkin        | Jang Yu-jin     | Kirsty Muir    |
| 3. | 16 sierpnia 2018 | Falls Creek  | SX          | Sami Kennedy-Sim | Emma Peters     | Sachi Hirakawa |
| 4. | 17 sierpnia 2018 | Falls Creek  | SX          | Sami Kennedy-Sim | Emma Peters     | Elliane Hall   |
| 5. | 28 sierpnia 2018 | Perisher     | MO          | Junko Hoshino    | Perrine Laffont | Jakara Anthony |
| 6. | 29 sierpnia 2018 | Perisher     | MO          | Jakara Anthony   | Perrine Laffont | Junko Hoshino  |
| 7. | 1 września 2018  | Mount Buller | DM          | Jakara Anthony   | Madii Himbury   | Taylah O’Neill |
| 8. | 4 września 2018  | Mount Hotham | SX          | Sami Kennedy-Sim | Lilly Speiser   | Fatih Davie    |
| 9. | 5 września 2018  | Mount Hotham | SX          | Sami Kennedy-Sim | Lilly Speiser   | Fatih Davie    |

## Klasyfikacje

### Mężczyźni
| Lp. | Zawodnik         | Punkty |
| --- | ---------------- | ------ |
| 1.  | Douglas Crawford | 57     |
| 2.  | Robbie Morrison  | 45     |
| 3.  | Tetsuya Furuno   | 44     |
| 4.  | Matt Graham      | 44     |
| 5.  | Lee Rolls        | 41,60  |
| 6.  | Oliver Davies    | 40     |
| 7.  | Ryo Sugai        | 39,20  |
| 8.  | James Matheson   | 37,20  |
| 9.  | Ikuma Horishima  | 36     |
| 10. | Ryuto Kobayashi  | 34,60  |

| Lp. | Zawodnik         | Punkty |
| --- | ---------------- | ------ |
| 1.  | Douglas Crawford | 285    |
| 2.  | Robbie Morrison  | 225    |
| 3.  | Tetsuya Furuno   | 220    |
| 4.  | Lee Rolls        | 208    |
| 5.  | Oliver Davies    | 200    |
| 6.  | Ryo Sugai        | 196    |
| 7.  | Ryuto Kobayashi  | 173    |
| 8.  | James McConnell  | 125    |
| 9.  | Alfred Wenk      | 120    |
| 10. | Ippei Yoshigoe   | 100    |

| Lp. | Zawodnik             | Punkty |
| --- | -------------------- | ------ |
| 1.  | Matt Graham          | 220    |
| 2.  | James Matheson       | 186    |
| 3.  | Ikuma Horishima      | 180    |
| 4.  | Motoki Shikata       | 134    |
| 5.  | Rohan Chapman-Davies | 124    |
| 6.  | Mikaël Kingsbury     | 100    |
| 7.  | Shota Hirayama       | 89     |
| 8.  | Jules Escobar        | 68     |
| 9.  | Kosuke Sugimoto      | 64     |
| 10. | Taketo Nishizawa     | 60     |

| Lp. | Zawodnik         | Punkty |
| --- | ---------------- | ------ |
| 1.  | Sam Ward         | 100    |
| 2.  | Lee Kang-bok     | 80     |
| 3.  | Samuel Gaskin    | 60     |
| 4.  | Aaron Durlester  | 50     |
| 5.  | Gustav Legnavsky | 45     |
| 6.  | Max McDonald     | 40     |
| 7.  | Luca Harrington  | 36     |
| 8.  | Toma Matsuura    | 32     |
| 9.  | Hong Jae-won     | 29     |
| 10. | Cho Shin-hyung   | 26     |

| Lp. | Zawodnik            | Punkty |
| --- | ------------------- | ------ |
| 1.  | Taisei Yamamoto     | 100    |
| 2.  | Torin Yater-Wallace | 80     |
| 3.  | Ryan Stevenson      | 60     |
| 4.  | Oliwer Magnusson    | 50     |
| 5.  | Birk Irving         | 45     |
| 6.  | Fraser McClellan    | 40     |
| 7.  | Felix Klein         | 36     |
| 8.  | Gen Fujii           | 32     |
| 9.  | Peter Raich         | 29     |
| 10. | Ben Barclay         | 26     |

### Kobiety
| Lp. | Zawodniczka       | Punkty |
| --- | ----------------- | ------ |
| 1.  | Sami Kennedy-Sim  | 80     |
| 2.  | Jakara Anthony    | 52     |
| 3.  | Lilly Speiser     | 47,40  |
| 4.  | Fatih Davie       | 44     |
| 5.  | Junko Hoshino     | 41     |
| 6.  | Mao Nakazawa      | 32,80  |
| 7.  | Madii Himbury     | 32,20  |
| 8.  | Perrine Laffont   | 32     |
| 8.  | Emma Peters       | 32     |
| 10. | Elizabeth Lambert | 28,80  |

| Lp. | Zawodniczka       | Punkty |
| --- | ----------------- | ------ |
| 1.  | Sami Kennedy-Sim  | 400    |
| 2.  | Lilly Speiser     | 237    |
| 3.  | Fatih Davie       | 220    |
| 4.  | Mao Nakazawa      | 164    |
| 5.  | Emma Peters       | 160    |
| 6.  | Elizabeth Lambert | 144    |
| 7.  | Elliane Hall      | 100    |
| 8.  | Sachi Hirakawa    | 96     |
| 9.  | Guisane Stafford  | 76     |
| 10. | Zoe Winthrop      | 58     |

| Lp. | Zawodniczka     | Punkty |
| --- | --------------- | ------ |
| 1.  | Jakara Anthony  | 260    |
| 2.  | Junko Hoshino   | 205    |
| 3.  | Madii Himbury   | 161    |
| 4.  | Perrine Laffont | 160    |
| 5.  | Miki Itō        | 140    |
| 6.  | Taylah O’Neill  | 129    |
| 7.  | Satsuki Itō     | 108    |
| 8.  | Haruka Ihara    | 85     |
| 9.  | Sophie Ash      | 68     |
| 10. | Nagi Ogihara    | 66     |

| Lp. | Zawodniczka       | Punkty |
| --- | ----------------- | ------ |
| 1.  | Zoe Atkin         | 100    |
| 2.  | Jang Yu-jin       | 80     |
| 3.  | Kirsty Muir       | 60     |
| 4.  | Nanaho Kiriyama   | 50     |
| 5.  | Isabelle Hanssen  | 45     |
| 6.  | Eileen Gu         | 40     |
| 7.  | Constance Brogden | 36     |
| 8.  | Kokone Kondo      | 32     |
| 9.  | Holly Ingram      | 29     |
| 10. | Chloe McMillan    | 26     |

| Lp. | Zawodniczka       | Punkty |
| --- | ----------------- | ------ |
| 1.  | Eileen Gu         | 100    |
| 2.  | Kokone Kondo      | 80     |
| 3.  | Kirsty Muir       | 60     |
| 4.  | Margaux Hackett   | 50     |
| 5.  | Dominique Ohaco   | 45     |
| 6.  | Kathryn Alexander | 40     |